# Expedició francesa a Síria

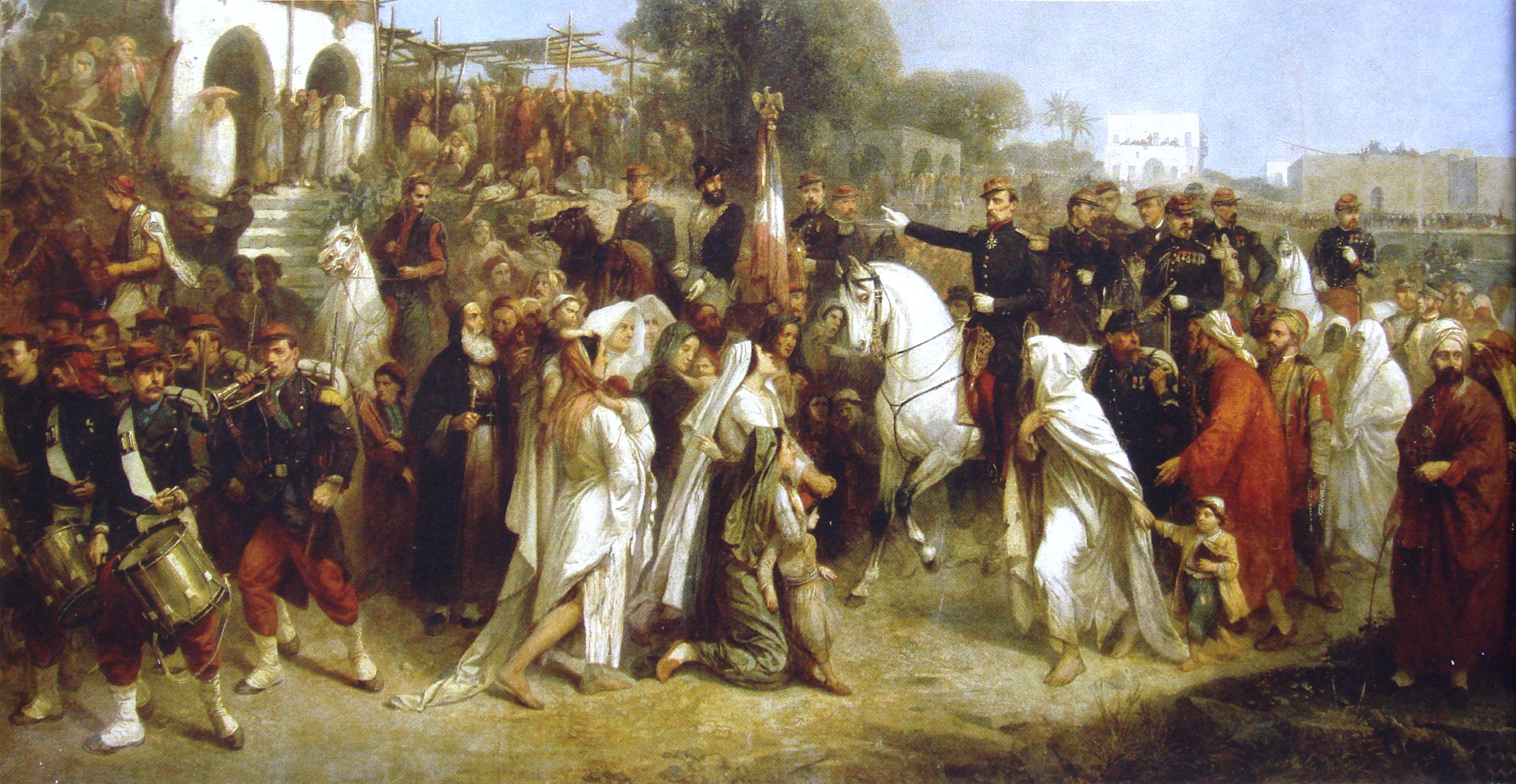
Cos expedicionari francès dirigit pel general Beaufort d'Hautpoul arribant a Beirut, 16 d'agost de 1860.

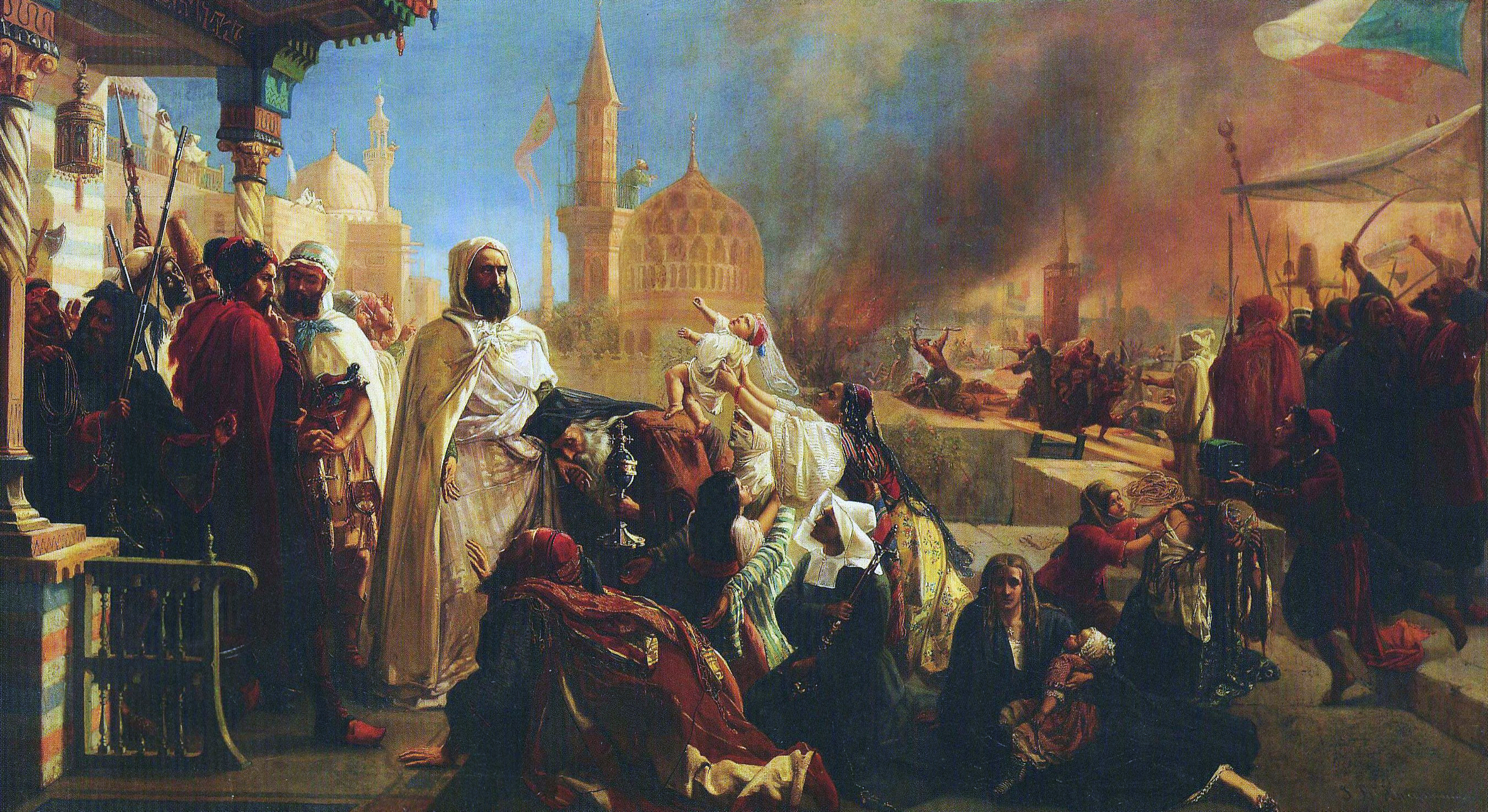
Abd el-Kader, famós per ajudar els cristians a escapar de la massacre; Jean-baptiste Huysmans, 1861.

L'expedició francesa a Síria va tenir lloc entre 1860 i 1861. L'expedició tingué lloc després de l'assassinat de milers de cristians maronites, greco-ortodoxos, i melquites per part de drusos i musulmans al Mont Líban i a Damasc el juliol del juny de 1860. Síria Cele era llavors part de l'Imperi Otomà.
Després de la massacre i d'una protesta internacional, l'Imperi Otomà manifestà el seu acord (3 d'agost de 1860) en l'enviament de fins a 12.000 soldats europeus per restablir ordre. Aquest acord es formalitzà posteriorment en una convenció el 5 de setembre de 1860 amb Àustria, la Gran Bretanya, França, Prússia i Rússia. França havia de proveir la meitat d'aquell nombre, i altres països havien d'enviar forces suplementàries segons les necessitats. Per legitimar la seva intervenció, França, dirigida per Napoleó III, havia estat reclamant el seu antic paper com a protectora de cristians en l'Imperi Otomà.
El general Beaufort d'Hautpoul estigué a càrrec de la força expedicionària. d'Hautpoul era força experimentat i erudit en matèries relatives a l'Orient Mitjà, atès que havia servit durant els anys 1830 com a cap d'estat major per a Ibrahim Paixà d'Egipte en les campanyes egípcies a Síria. El cos expedicionari francès de 6.000, principalment de Châlons-en-Champagne, desembarcà a Beirut el 16 d'agost de 1860.
Beaufort tenia instruccions de col·laborar amb les autoritats otomanes en el restabliment de l'ordre, i especialment havia de mantenir contacte amb el ministre otomà Keçecizade Fuat Paşa. Tot i que els disturbis ja havien estat reprimits per l'Imperi Otomà, el cos expedicionari francès romangué a Síria des de l'agost de 1860 al juny de 1861. Aquest períodoe fou més llarg d'allò acordat inicialment (6 mesos).
El govern britànic aviat presentà objeccions a la perllongada presència francesa a Síria, atès que considerava que la pacificació havia de quedar en mans de les autoritats otomanes.
Una conseqüència important de l'expedició francesa fou l'establiment de l'autonomia del Líban des de Síria, amb el nomenament per part del soldà d'un governador cristià armeni de Constantinoble, conegut amb el nom de Dawud Paixà, el 9 de juny de 1861.
La intervenció francesa ha estat descrita com una de les primeres intervencions humanitàries.